# Tay Zonday
Tay Zonday (né Adam Nyerere Bahner le 6 juillet 1982) est un chanteur auteur-compositeur-interprète et claviériste. Sa chanson Chocolate Rain, dont la vidéo a été postée par Zonday sur YouTube le 22 avril 2007, a rapidement atteint une grande popularité, se transformant en vidéo virale pour laquelle plusieurs parodies ont été filmées et mises en ligne. 
Tay Zonday est apparu à la télévision américaine à Jimmy Kimmel Live, à Best Week Ever sur VH1 et à The Opie & Antony Show, ainsi qu'en entrevue à CNN. Il a fait la une du Los Angeles Times du 12 août 2007, et des articles lui ont été consacrés dans le Toronto Star, le Chicago Tribune, People Magazine et le Star Tribune. 

## Biographie
Tay Zonday est toujours[Quand ?] étudiant en études américaines à l'Université du Minnesota, à Minneapolis, Minnesota aux États-Unis. Il a précédemment étudié à la Illinois Mathematics and Science Academy en 1997-98. 
Zonday s'est décrit en entrevue comme un « orphelin musical », affirmant que ses parents ne lui avaient pas laissé écouter de la musique pop dans son enfance, et qu'il s'était tourné vers Napster à l'adolescence pour construire une bibliothèque de Mp3 et faire sa propre éducation musicale.

### Chansons
Tay Zonday ne possède pas de contrat de disques. Il poste ses chansons sur sa page YouTube. À la fin 2007, une entente avec Dr Pepper lui a permis de financer le tournage de Cherry Chocolate Rain.
Les chansons suivantes ont été postées dans cet ordre :
- Demons On The Dance Floor
- Love - feat Kooby
- Chocolate Rain
- Never Gonna Give You Up (reprise de Rick Astley)
- Internet Dream
- The Only Way
- Do The Can't Dance
- Say No To Nightmares
- Someday
- Too Big For You
- Get it Back thug remix
- Cherry Chocolate Rain
- Explode
- Roll Your Dice
- This Is You
- I Play Game
- Mama Economy
- Misty Mountains Cold (thème principal du film Le Hobbit : Un voyage inattendu)
- Dragonborn (thème principal du jeu vidéo Skyrim)
- My Little Pony (Thème principal de la série animée My Little Pony)
- Gotta catch em all (Thème principal de la série animée Pokémon)

Il a aussi interprété des reprises de Rainbow Connection (tirée du Muppet Show et interprétée au départ par la marionnette Kermit) et Edelweiss (une chanson du film La mélodie du bonheur), qui, à l'instar de ses reprises de Never Gonna Give You Up et de Swing low sweet chariot, ont été retirées de YouTube lorsqu'il a décidé de se concentrer sur du matériel original.

### Phénomène Internet
La popularité de Chocolate Rain, qui à la fin 2007 avait été visionnée sur YouTube plus de 100 millions de fois, a déclenché une série de parodies postées la plupart du temps sur des sites d'échange de vidéos sur internet, les internautes reprenant la chanson et en modifiant les paroles, moquant aussi la voix de basse de Zonday, qui contraste avec son apparence très jeune, et son habitude particulière de s'éloigner du micro pour reprendre son souffle dans la vidéo originale. Parmi ces parodies, on en retrouve notamment une faite par Tre Cool de Green Day.
Le chanteur John Mayer a également offert une chanson improvisée inspirée de Say It Right de Nelly Furtado et Chocolate Rain sur les ondes de VH1, segment qui fut diffusé à l'émission Best Week Ever
.Tay Zonday eu aussi l'honneur d'apparaître dans un épisode de South Park dans lequel il est parodié pour sa chanson Chocolate Rain (saison 12, épisode 4 : Canada en grève). Il est aussi apparu dans un clip pastiche de Matt Groening où il monologue.

### Cherry Chocolate Rain
Le 28 novembre 2007, le vidéo-clip Cherry Chocolate Rain a été mis en ligne, fruit d'une entente avec la compagnie Dr Pepper pour annoncer leur nouveau breuvage cerise et chocolat (en anglais : Diet Cherry Chocolate Dr Pepper). La vidéo professionnelle n'a cependant pas été diffusée à la télévision américaine.

### home studio
Son home studio se compose d'une RME 800 et d'un PC avec 16 gigas de RAM et plusieurs logiciels/instruments compatibles 64 bits. Il utilise beaucoup les plugins VST pour avoir accès à des instruments (EASTWEST PLAY, FL Studio) et différents effets (Izotope Ozone).